# Bactra simpliciana
Bactra simpliciana es una especie de polilla del género Bactra, categorizada en la tribu Olethreutini, de la subfamilia Olethreutinae.

## Distribución
Se distribuye por Túnez.

## Taxonomía
Fue descrita por Chretien en 1915 y publicada en (Bactra), Annls Soc. ent. Fr. 84: 302.